# Ne ítélj külsőre!
A Ne ítélj külsőre! (You Can't Judge A Book By Its Cover) a Született feleségek (Desperate Housewives) című amerikai filmsorozat hetvenhatodik epizódja. Az Amerikai Egyesült Államokban először az ABC (American Broadcasting Company) adó sugározta 2007. november 11-én.

## Az epizód cselekménye
Dylan immáron nyíltan közli Katherine-nel, hogy csak azért is felkutatja az apját, és Katherine rádöbben, hogy már nem tud félelmet kelteni a lányban. Tehetetlenségében úgy tesz, mintha mindent el akarna mondani Dylannek az apjáról, de előtte közli a lánnyal, hogy fél a férfitól, és megkéri, hogy ha megtalálja az apját, őt ne szolgáltassa ki neki. Dylan megrémül, és úgy dönt, mégis lemond apja kereséséről. Katherine megkönnyebbül, mert esze ágában sem volt bármit elárulni a lányának.

Bree mindenképp szeretné körülmetéltetni Benjamint, de Orson erősen ellenzi ezt, lévén ő sem élvezte a rituálét, amin kissé későn - hatévesen - esett át. Ám Bree hajthatatlan: zsidónak tettetve magát mégis elvégezteti a szertartást egy éppen a közelben tartózkodó rabbival. Amikor Orson megtudja, hogy Benjamint a háta mögött metéltették körül, veszekedni kezd Bree-vel, aki emlékezteti, hogy ő valójában nem Benjamin vérrokona. Orsont szíven üti ez az érv, és elmondja Bree-nek, hogy Benjamint a saját fiának tekinti, és eképp szereti. Bree meglepődik Orson atyai érzésein, és megnyugtatja, hogy mostantól együttműködik vele Benjamin nevelésében.

Lynette anyja, Stella immáron feleslegesen tartózkodik elsőszülött lánya házában, mivel Lynette túl van a rákon. Amikor felveti Stellának a távozás lehetőségét, kiderül, hogy az asszony nem véletlenül jelent meg hónapokkal korábban a rákkal diagnosztizált Lynette-nél: fiatalabb lányai kitették a szűrét. Lynette riasztja a húgait, és könyörög nekik, hogy vegyék vissza Stellát. A két lány azonban mindenfélét felajánl, csak hogy ne kelljen többé egy fedél alatt laknia a korábban az anyaságban nem igazán jeleskedő mamával. Lynette óriásit csalódik a húgaiban, és úgy dönt, Stella náluk marad. Stella azonban megérzi, hogy saját lányai nemkívánatos személyként kezelik, ezért sértődötten elviharzik egy taxiban a Lila Akác közből.

Gabrielle, aki mit sem sejt arról, hogy Victor mindent tud a viszonyáról Carlosszal, titokban elindul férjével egy romantikusnak ígérkező hajóútra a tengeren. Eközben Carlos megtudja Edie-től, hogy a felszarvazott politikus tud az afférról, így felhívja Gabrielle-t, aki rádöbben, valószínűleg halálos csapdába került. Amikor Victor nyíltan megmondja neki, hogy mindent tud, a rémült Gabrielle egy evezővel lelöki a férfit a hajóról.

Gabrielle felhívja Carlost, és visszamennek a hajóval a tengerre, hogy kimentsék Victort. Meg is találják a fulladozó férfit, aki azonban megpróbálja leszúrni Carlost egy késsel, így Gabrielle jobb híján ismét kénytelen bevetni az evezős trükköt. De ezúttal hiába hívogatják a tengerbe esett Victort, választ már nem kapnak.

Susan és Mike Bree-ékkel ebédel, és Bree megtalálja Mike egyik nyugtatóját, amire rászokott, amikor szednie kellett a kóma után. Bree megmutatja a tablettát Susannek, aki mégse hiszi, hogy a férje drogfüggő lenne. Ennek ellenére áttúrja az egész házat, és nem is hiába: egy egész csomag pirulát talál jól elrejtve a garázsban. Később megmutatja Mike-nak, aki elmondja neki, hogy a stressz miatt vágyik a gyógyszerre, de Susan közli vele, hogy a születendő gyermeküknek csak egy egészséges apára van szüksége. Így Mike kiönti a tablettákat a lefolyóba, hogy megnyugtassa a zaklatott Susant. Ám később képes szétszerelni a csöveket, csak hogy megmentse a kincset érő tablettákat…

## Mellékszereplők
- Sarah Paulson - Lydia Lindquist
- Carrie Preston - Lucy
- Polly Bergen - Stella Wingfield
- John Slattery - Victor Lang
- Bob Glouberman - Mohel
- Tom Beyer - Dr. Hanson
- Julie Pop - Ápolónő
- Greg Lewis - Stan

## Mary Alice epizódzáró monológja
- A narrátor, Mary Alice monológja az epizód végén így hangzik (a magyar változat alapján):

"Megtévesztés. A legjobb családokban is előfordul. Szülők fordulnak hozzá, ha túl sokat kíváncsiskodik a gyerek. Asszonyok vetik be, ha kisebb-nagyobb titkokat kell megőrizni. Szeretők használják, ha kínos baleseteket kell elleplezni. Miért nyúlnak emberek a megtévesztéshez? Mert kezes szerszám az, amivel könnyen megszerezhetjük pontosan azt, amit keresünk."

## Érdekesség
- Habár ez a rész nem nyitóepizódja az évadnak (a negyedik évad hetedik része), Magyarországon egy több hónapos szünet után 2008. szeptember 3-án a TV2 ezzel folytatta a sorozat vetítését.

## Epizódcímek szerte a világban
- Angol: You Can't Judge A Book By It's Cover (Ne ítélj meg egy könyvet a borítója alapján!)
- Spanyol: No juzgues por las apariencias (Ne ítélj külsőre!)
- Olasz: Mai Giudicare un Libro dalla Copertina (Sose ítélj meg egy könyvet a borítója alapján!)
- Lengyel: Nie osądzaj książki po okładce (Ne ítélj meg egy könyvet a borítója alapján!
- Német: Täuschungsmanöver (Csel)
- Francia kanadai: L'Art de la Supercherie (A csalás művészete)